# Матеріальна відповідальність працівників
Матеріальна відповідальність працівників — це один з видів  юридичної
відповідальності, що виражається в обов'язку працівників покрити
повністю або частково матеріальну шкоду, що була заподіяна з їх
вини.
 Найбільш суттєвими умовами матеріальної відповідальності працівника є:
- Перебування працівника в трудових відносинах з підприємством, установою, організацією, якому було заподіяно матеріальну шкоду;

- Встановлення розмірів відповідальності працівника;
- Наявність вини працівника.